# Artur Artuzov
Artur Christjanovič Artuzov (in russo Артур Христианович Артузов?; Ustinovo, 18 febbraio 1891 – Mosca, 21 agosto 1937) è stato un agente segreto russo che tra il 1931 ed il 1935 ricoprì il ruolo di capo della sezione esteri della Gosudarstvennoe Političeskoe Upravlenie (GPU), la polizia segreta sovietica che precedette la formazione dell'NKVD.
Il suo cognome originario era Fraucci ed il padre era un produttore di formaggi di origini svizzero-italiane, trasferitosi nel 1881 nel distretto di Kalinin durante il periodo della Russia zarista. Dopo essersi diplomato con il massimo dei voti presso il ginnasio di Kašin, si trasferì all'Istituto politecnico di San Pietroburgo. Mentre era studente entrò in contatto con il movimento studentesco e cercò di entrare nel mondo dell'Opera, come aspirante cantante. Nel 1916 si laureò in ingegneria siderurgica e si trasferì a Nižnij Tagil, negli Urali, per lavorare come ingegnere metallurgico. Allo scoppio della Rivoluzione d'ottobre si unì ai bolscevichi partecipando a numerose iniziative rivoluzionarie. Durante la guerra civile russa fu attivo nel nord del paese.
A partire dal 1919 entrò a far parte del servizio di polizia segreta Čeka, dedito alle attività anti-rivoluzionarie e nel maggio di quello stesso anno fu messo a capo della sezione speciale della Čeka, Osobye otdely.